# 勒爾梅克河
51°27′53.8″N 8°23′31.4″E / 51.464944°N 8.392056°E

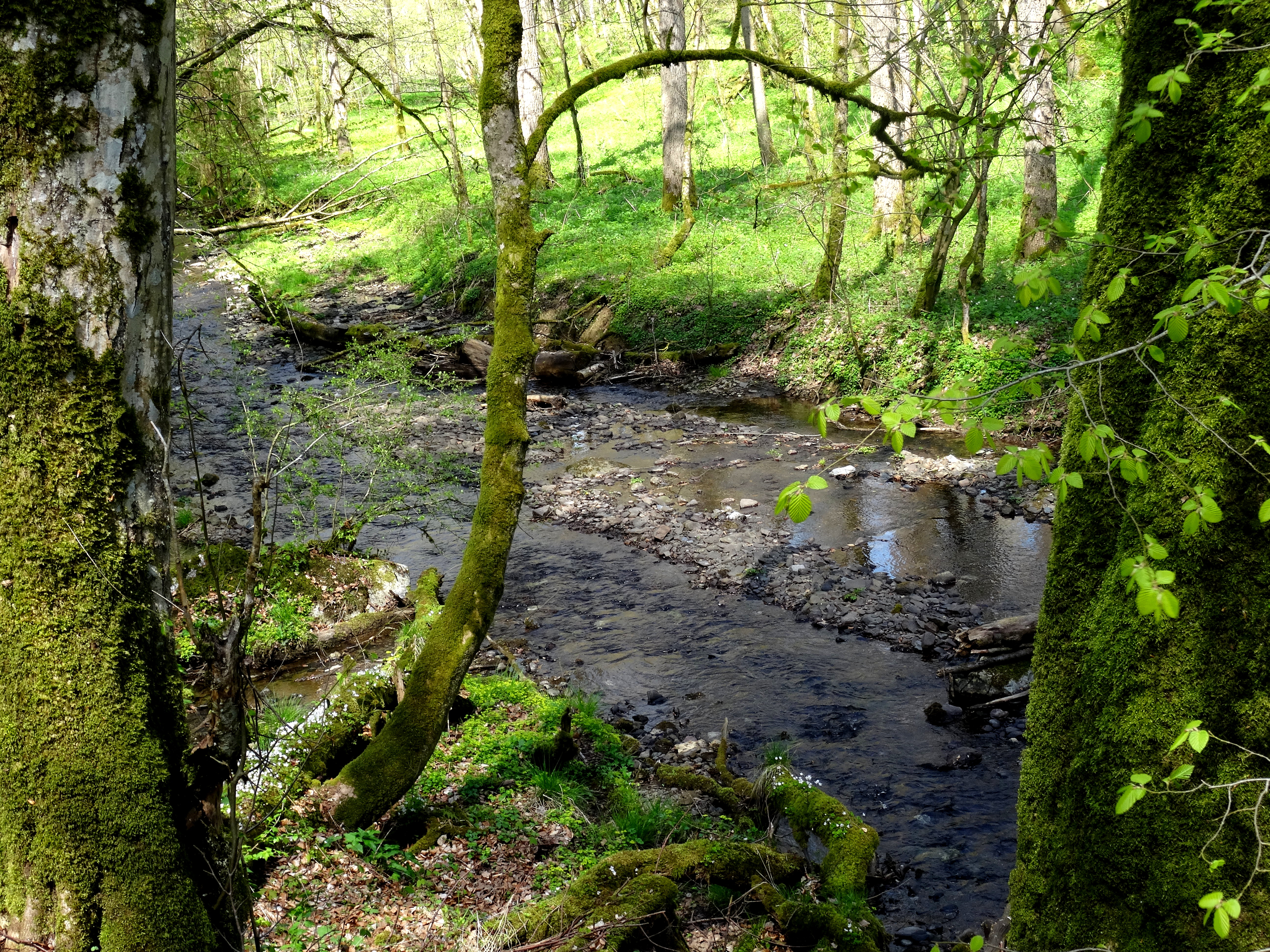

勒爾梅克河（德語：Lörmecke），是德國的河流，位於該國西部，處於北萊茵-威斯特法倫州，屬於格倫訥河的左支流，河道全長12.5公里，流域面積17.9平方公里。